# L'Urgence

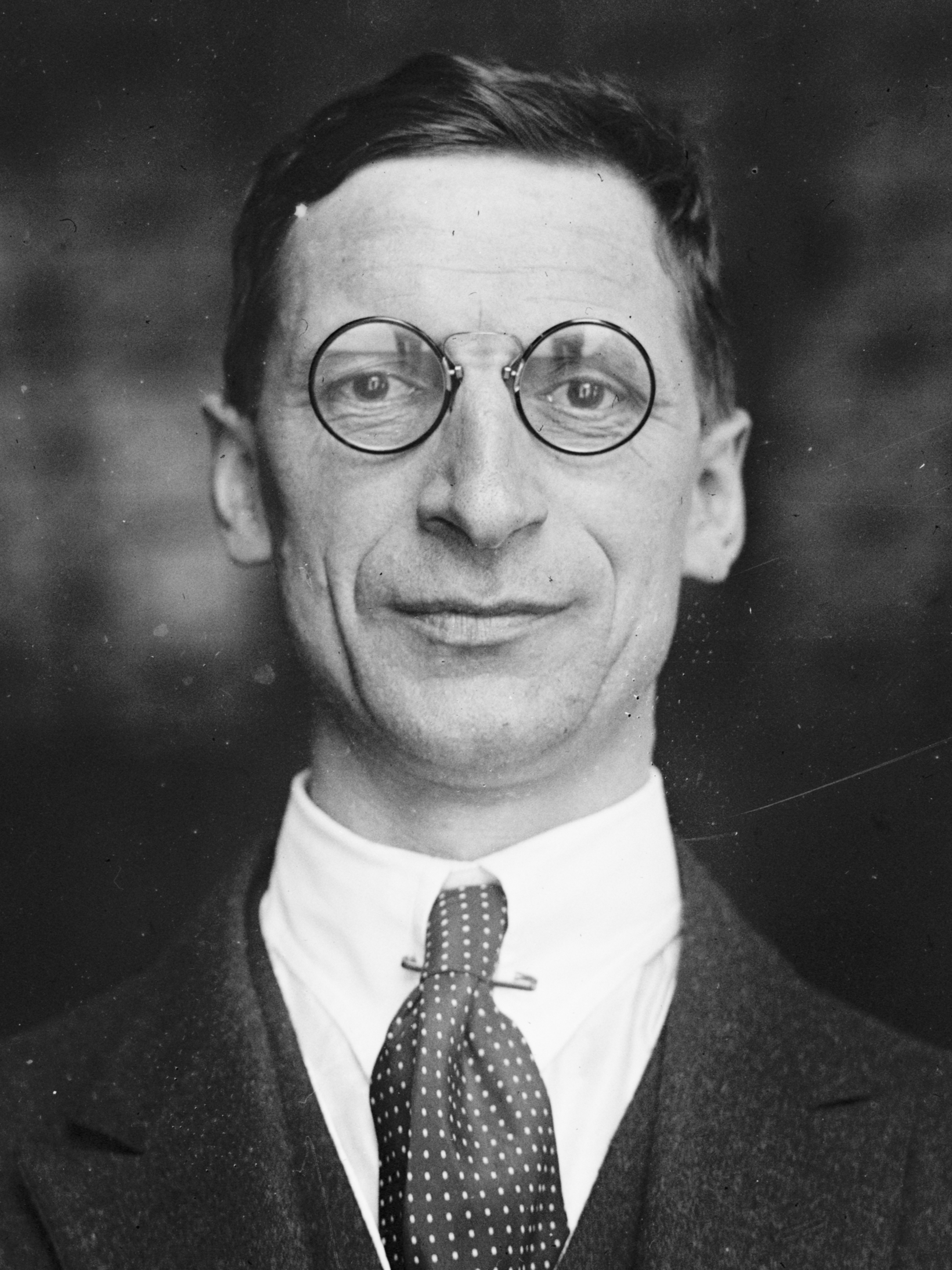
Éamon de Valera, Taoiseach pendant la Seconde Guerre mondiale.

L'Urgence (« An Éigeandáil » en irlandais) est l'état d'urgence qui existe en Irlande pendant la Seconde Guerre mondiale. Le pays reste neutre tout au long de la guerre. « An Éigeandáil » est utilisée de manière métonymique dans les commentaires historiques et culturels pour désigner l'État pendant la guerre. L'état d'urgence a été proclamé par le Dáil Éireann (chambre basse du parlement d'Irlande) le 2 septembre 1939, permettant l'adoption de la loi de 1939 sur les pouvoirs d'urgence par l'Oireachtas (parlement d'Irlande) le jour suivant. Cela a donné de nouveaux pouvoirs au gouvernement, y compris l'internement, la censure de la presse et de la correspondance, et le contrôle gouvernemental de l'économie. La loi sur les pouvoirs d'exception est devenue caduque le 2 septembre 1946,. Bien que l'état d'urgence lui-même ne soit abrogé que le 1er septembre 1976, aucune législation d'urgence n'a jamais été en vigueur après 1946 pour exploiter cette anomalie.

## Contexte
Le 6 décembre 1922, à la suite du traité anglo-irlandais mettant fin à la guerre d'indépendance, l'île d'Irlande est devenue un dominion autonome, connu sous le nom d'État libre d'Irlande. Le 7 décembre 1922, le parlement des six comtés du nord-est, déjà connus sous le nom d'« Irlande du Nord », vote pour se retirer de l'État libre d'Irlande et rejoindre le Royaume-Uni. Ce règlement du traité est immédiatement suivi par la guerre civile irlandaise entre les factions pro-Traité et anti-traité de l'armée républicaine irlandaise.
Après 1932, le parti au pouvoir du nouvel État est le républicain Fianna Fáil, dirigé par Éamon de Valera (un vétéran des deux guerres irlandaises et du soulèvement de Pâques). En 1937, de Valera introduit une nouvelle constitution, qui distance l'État du Royaume-Uni, et qui change son nom en « Irlande ». Il mène également la guerre commerciale anglo-irlandaise entre 1932 et 1938.
De Valera a de bonnes relations avec le Premier ministre britannique, Neville Chamberlain. Il résout les différends économiques des deux pays et négocie le retour des ports du traité - Berehaven, Cobh et Lough Swilly - qui étaient restés sous la juridiction britannique en vertu du traité anglo-irlandais de 1921. Le principal désaccord qui subsiste entre les pays est le statut de l'Irlande du Nord. Les Irlandais le considèrent comme un territoire légitimement irlandais tandis que le Royaume-Uni le considère comme un territoire légitimement britannique. En Irlande même, l'opposition armée au règlement du traité prend le nom de l'IRA anti-traité, se considérant comme le « vrai » gouvernement de l'Irlande. Cette IRA organise des attaques armées à la fois en Grande-Bretagne (notamment le S-Plan en 1939) et en Irlande.

## Déclaration de l'état d'urgence
Le 1er septembre 1939, les troupes allemandes envahissent la Pologne, précipitant la guerre avec le Royaume-Uni, la France et leurs alliés. Le 2 septembre, de Valera déclare au Dáil Éireann (la chambre basse du parlement) que la neutralité est la meilleure politique pour le pays. En cela, il est presque universellement soutenu par le Dáil et le pays dans son ensemble (bien que beaucoup aient rejoint l'armée britannique). La constitution de 1937 est modifiée pour permettre au gouvernement de prendre des pouvoirs d'urgence, puis la loi de 1939 sur les pouvoirs d'urgence est adoptée, elle comprend la censure de la presse et de la correspondance postale. Le gouvernement peut prendre le contrôle de la vie économique du pays sous le nouveau ministre de l'approvisionnement Seán Lemass. Les libéraux font usage de tous ces pouvoirs. L'internement de ceux qui ont commis un crime ou sont sur le point d'en commettre un sera largement utilisé contre l'IRA. La censure est sous la responsabilité du ministre de la coordination des mesures de défense, Frank Aiken. Il faut empêcher la publication d'informations susceptibles de porter atteinte à la neutralité de l'État et l'empêcher de devenir un centre d'échange de renseignements étrangers, même si, pendant la période d’urgence, la loi commence à être utilisée à des fins plus partisanes telles que la prévention. la publication du nombre de soldats irlandais servant dans les forces armées du Royaume-Uni ou des conflits du travail au sein de l'État. En outre, les informations mises à la disposition des Irlandais sont également soigneusement contrôlées. De Valera a exercé les fonctions de ministre des Affaires extérieures, bien que le secrétaire du ministère des Affaires extérieures, Joseph Walshe, soit très influent.

## Politique de neutralité
Sur la déclaration de l'urgence, Walshe demande des assurances à Eduard Hempel (en), ambassadeur allemand à Dublin,  que l'Allemagne n'utilisera pas sa légation pour l'espionnage ni attaquera le commerce irlandais avec le Royaume-Uni. Il se rend ensuite à Londres le 6 septembre où il rencontre le secrétaire d'État aux Dominions, Anthony Eden, qui se montre conciliant et défend la neutralité irlandaise lors des réunions ultérieures du Cabinet. En outre, la nomination de Sir John Maffey en tant que représentant britannique à Dublin est approuvée.